# Tim Suton
Tim Suton (8. svibnja 1996.), njemački rukometni reprezentativac hrvatskog porijekla. Bio u užem krugu kandidata za sudjelovanje na svjetskom prvenstvu 2019. godine. Sin hrvatskoga rukometnog trenera Gorana i brat bh. mladog rukometnog reprezentativca Svena. Tim je bio najbolji mladi igrač Njemačke. Igra na poziciji srednjeg vanjskog, iznimne je snage, siline i razorna udarca, stilom igre podsjeća na Nikolu Karabatića. Igrajući za Njemačku bio je svjetski juniorski prvak te je proglašen za najboljeg igrača prvenstva.